# Abanico de triángulos

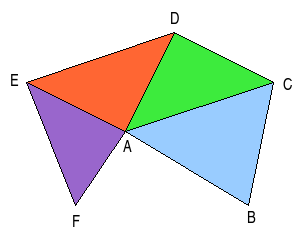
Conjunto de triángulos conectados descritos por los vértices A a F.

Un abanico de triángulos es un elemento primitivo en los gráficos por computadora en 3D que ahorra tiempo de almacenamiento y procesamiento. Describe un conjunto de triángulos conectados que comparten un vértice central (a diferencia de la tira de triángulos que conecta el siguiente punto del vértice con los dos últimos vértices usados para formar un triángulo). Si N es el número de triángulos en el abanico, el número de vértices que lo describen es N+2. Esta es una mejora considerable con respecto a los vértices 3N que son necesarios para describir los triángulos por separado. La tubería de renderizado puede aprovechar al realizar solo las transformaciones de visualización y los cálculos de iluminación una vez por vértice. Los abanicos de triángulos están obsoletos en Direct3D10 y versiones posteriores.
Cualquier polígono convexo se puede triangular como un solo abanico, seleccionando arbitrariamente cualquier punto dentro de él como centro.